# Ворожцов Порфирій Фролович
Порфирій (Порфир) Фролович Ворожцов  (1911 — ?) — радянський діяч, секретар Київського міського комітету КП(б)У, 1-й секретар Дарницького районного комітету КП(б)У міста Києва.

## Біографія
Член ВКП(б) з 1930 року.
У 1944—1948 роках — заступник секретаря Київського міського комітету КП(б)У із транспорту.
У січні 1948 — січні 1949 року — 1-й секретар Дарницького районного комітету КП(б)У міста Києва.
У 1948 — після 1950 року — секретар Київського міського комітету КП(б)У.
На 1953—1954 роки — начальник політичного відділу Київського відділку Південно-Західної залізниці.
На 1956—1959 роки — секретар партійної організації Київського відділку Південно-Західної залізниці.
На 1961—1962 роки — голова районної профспілки робітників залізничного транспорту Київського відділку Південно-Західної залізниці.
На 1963—1970 роки — начальник управління підприємств комунального обслуговування виконавчого комітету Київської міської ради депутатів трудящих.
Потім — персональний пенсіонер.

## Нагороди
- орден «Знак Пошани» (23.01.1948)
- медалі